# Via Appia Nuova

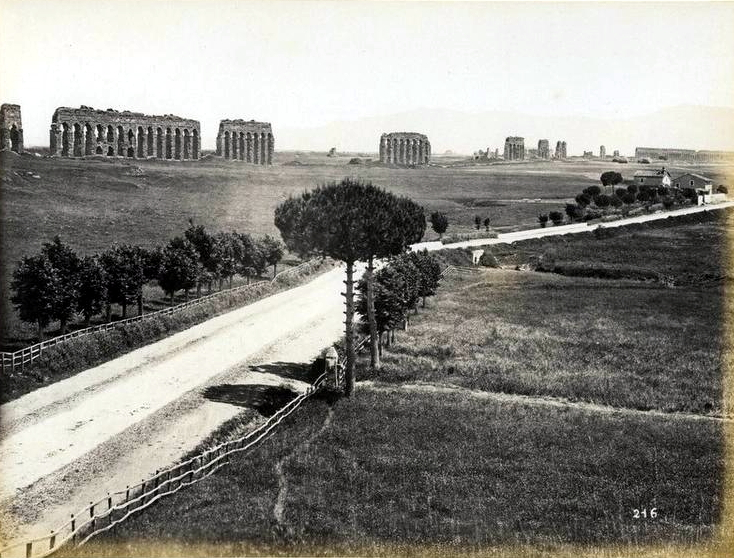
La via Appia Nuova et l'aqueduc de Claude, photographie de James Anderson ca. 1870.

La via Appia Nuova est une route italienne construite à partir de 1784 sur ordre du pape Pie VI, depuis Rome où elle commence à la porta San Giovanni, à la ville de Brindisi sur l'Adriatique. Elle suit en grande partie un tracé parallèle et quasi identique à la via Appia rebaptisée dès lors via Appia Antica, reprenant parfois le tracé de la voie antique. Au-delà des limites de la ville de Rome, et plus précisément du Grand Contournement de Rome, elle est plus connue sous le nom de Strada statale 7 Via Appia ou SS 7 (route nationale 7 via Appia).

## Sites remarquables le long de lavia
- Le mur d'Aurélien d'où part la route au niveau de la porta San Giovanni à Rome.
- L'église Ognissanti.
- L'aqueduc de l'Aqua Claudia.
- La villa des Quintili.